# Tecumseh
Tecumseh (marzo de 1768-5 de octubre de 1813), también conocido como Tecumtha o Tekamthi, fue un líder nativo, tanto del pueblo indígena shawnee de Norteamérica como de una gran confederación que se opuso a los Estados Unidos de América del Norte durante la guerra llamada de Tecumseh (o rebelión de Tecumseh) y la guerra anglo-estadounidense de 1812. Creció en los territorios que, el día 1 de marzo de 1803, se convirtieron en el estado de Ohio, el número 17 en ingresar a la Unión. 
Durante su infancia y juventud se sucedieron la guerra de Independencia de los Estados Unidos (o Revolución americana) y la guerra India del Noroeste, conflictos durante los cuales Tecumseh y su gente estuvieron constantemente expuestos a numerosas acciones bélicas y hechos de armas.
Tecumseh fue uno de los más grandes personajes indígenas en la historia de América del Norte. Con una actitud y comportamiento noble según criterios indígenas, ajenos a la educación occidental. Para muchos fue un estadista, un guerrero y un patriota (o su equivalente desde el punto de vista de la tradición occidental). La tradición le presenta como un hombre instruido y sabio, respetado y admirado, incluso entre sus enemigos blancos, por su integridad y humanidad (a tal punto que actualmente se rinde honor a su memoria tanto en los Estados Unidos como en el Canadá, de parte de indígenas y blancos por igual).
En el mundo de habla española, debido a su ubicación en el espacio y el tiempo, hay poca bibliografía sobre él y es menos conocido que otros líderes indígenas asociados con los mitos y realidades del Viejo oeste, tales como los sioux oglala, Makhpyia-luta (Red Cloud o Nube roja) y Tasunka witko (Crazy Horse o Caballo Loco), el sioux hunkpapa, Tatanka Iyotake (Sitting Bull, o Toro Sentado) y los apaches de la tribu Chiricahua, Mangas Coloradas, Cochise y Gerónimo, cuyas imágenes han sido profusamente empleadas en los westerns y las novelas del oeste (al punto de hacer creer a muchos que son personajes de historieta). Sin embargo, en el mundo de habla inglesa hay cuantiosas referencias al connotado caudillo indígena cuya vida y obra son, además, materia de historiadores, novelistas y guionistas de cine y teatro.
Perteneciente a la tribu shawnee, por nacimiento, se consideraba a sí mismo primero un indio y luchó hasta el final de su existencia por dar a los pueblos indígenas de la región de los Grandes Lagos, el Medio Oeste (o Midwest) y, en general, el este del río Misisipi, una conciencia nacional más allá de lo tribal. Su esperanza siempre fue unirlos en defensa de una tierra madre (patria, tierra propia con la que identificarse) en la que pudieran morar bajo sus propias leyes y liderazgos. El hecho de que fallara finalmente significó mucho más que ver a Indiana convertida en un estado blanco en lugar de uno indígena. Significó que todas las tribus fueron reducidas a magros recursos y recorridos por separado, como lo habían sido antes de la invasión original del hombre blanco. Más importante aún, implicó, para siempre la finalización de toda posibilidad de que un estado indio libre pudiera crearse en aquella parte del territorio que, finalmente, fue dominado mediante la compra o las armas por los Estados Unidos.

## Los primeros años
"Ningún retrato de él fue hecho durante su vida. ningún recuento de sus palabras quedó como testimonio. Mirado en retrospectiva el movimiento que condujo parecía estar condenado al fracaso desde el principio. Y, sin embargo, en el curso de su impresionantemente breve y meteórica carrera, se levantó para convertirse en uno de los más grandes líderes nativos americanos de todos los tiempos. Y en uno de los más talentosos, anticipador del futuro, venerado e inspirador, capaz de forjar de las brasas de la rugiente visión de su hermano menor, una extraordinaria coalición, y de orquestar el más ambicioso movimiento pan-indígena de resistencia jamás organizado en el continente norteamericano".

### Trasfondo mítico-histórico
Los albores de la vida de Tecumseh ("Estrella Fugaz", "Pantera que cruza el cielo" o "flecha voladora") están envueltos en lo que John Sugden, uno de sus biógrafos, llama “el mundo crepuscular entre el mito y la historia”; su incierta fecha de nacimiento se sitúa tentativamente el 9 de marzo de 1768, quizás en las afueras de Chillicothe, en lo que para la primera década del siglo XXI es Old Town, en el Condado de Greene (Ohio), algo al norte de la contemporánea ciudad de Xenia, estado de Ohio. Su padre fue Pucksinwah, un jefe de guerra menor, miembro de la rama Kishpoko (“Cola danzante” o “Pantera”) de la tribu Shawnee. El nombre de su madre era Methoataske, o Methotasa: una mujer que pertenecía a la rama Pekowi de la tribu y era la segunda esposa de Pucksinwah (como los linajes shawnees se registraban patrilinealmente, Tecumseh era Kispoko).
A propósito del nacimiento de Tecumseh, el historiador, novelista histórico y naturalista estadounidense Allan W. Eckert , señala en su libro Gateway to empire (“Puerta al imperio”), que el pequeño hijo de Methoataske con el jefe de guerra shawnee, Pucksinwah, fue bautizado ‘Tecumseh’ o 'Pantera que pasa', “porque en la noche de su nacimiento un gran cometa, el cual en la mitología Shawnee es visto como una pantera, había chamuscado su camino a través de los cielos”. Ahora bien, por la época en que sus padres se unieron, la tribu dentro de la cual nacería Tecumseh estaba viviendo cerca de lo que después se convirtió en la ciudad de Tuscaloosa (Alabama). En aquellos tiempos, los shawnees (o ‘shaawanwaki’, ‘shaawanooki’ o ‘shaawanowi lenaweeki’), considerados por otras tribus indígenas del grupo de los pueblos algonquinos como su tribu más sureña de (la etimología temprana de su nombre lleva al vocablo algonquino ‘shawano’ equivalente a ‘sur’), habían sido desplazados de sus tierras ancestrales en el valle del río Ohio por la poderosa Confederación Iroquesa, durante algunos episodios sucedidos, entre 1670 y 1700, en el marco de las denominadas guerras de los Castores.
Hacia 1759, los shawnee pekowi decidieron regresar al norte, a sus antiguos terruños en la región del Ohio, los cuales habían quedado despoblados al finalizar las guerras de los Castores. No deseando obligar a su mujer a elegir entre él y su familia, el jefe Pucksinwah decidió viajar con el grupo. Los pekowi fundaron un asentamiento en Chillicothe, en el cual posiblemente nació Tecumseh. Poco después de su nacimiento, la familia se desplazó de nuevo hacia la villa de Scioto también en la ribera del Ohio. El padre de Tecumseh como muchos otros jefes indígenas de la región se vio implicado en la guerra franco-india (entre 1754 y 1763) y, más tarde, en la llamada guerra de Lord Dumnore o guerra Dunmore. Precisamente en medio de dicha contienda el aguerrido Pucksinwah encontró la muerte en combate, en la batalla de Point Pleasant o batalla de Kanawha, la cual tuvo lugar el lunes 10 de octubre de 1774.
Ante el temor subsiguiente a la derrota de los indígenas por las fuerzas coloniales británicas de Virginia, y ante los ataques de los colonos blancos o ‘shemanese’ que se acentuaron al estallar en 1775 la guerra de Independencia de los Estados Unidos, buena parte del pueblo shawnee —incluida Methoataske, la madre de Tecumseh— huyó de la región en 1779, trasladándose hacia el oeste, en principio para instalarse en el territorio de Indiana, a continuación en las tierras de Illinois, y finalmente a las comarcas de Misuri. Tecumseh, entonces de once años, permanecería en los territorios del Ohio con los shawnee que decidieron resistir; allí sería criado por su hermano mayor, Chiksika, y por su hermana, Tecumapese.

### Hijo del nomadismo y del conflicto
Al menos cinco veces entre 1774 y 1782, las villas en las cuales residió Tecumseh temporalmente fueron atacadas, primero por tropas de las colonias británicas y luego por ejércitos estadounidenses, cuando los shawnee se aliaron con los británicos durante la Revolución americana. Tras la muerte del padre de Tecumseh (Pucksinwah), la familia se mudó a Chillicothe, la villa cercana del jefe Blackfish (en shawnee Cottawamago o Mkahdaywaymayqua), donde fue adoptada por éste. Dicho poblado también fue destruido en 1779 por la milicia “shemanese” de Virginia (los shawnee llamaban a los virginianos, shemanese, o “cuchillos largos” —en alusión a sus espadas— y dicha denominación acabaron por extenderla a todos los estadounidenses), en represalia por un ataque de los guerreros del jefe Blackfish al poblado de Boonesborough, fundado por el pionero Daniel Boone y habitado en aquellos tiempos por él y su gente. La familia de Tecumseh (él incluido), escapó y se movió a otra cercana villa del clan kispoko de los Shawnee, pero su nuevo hogar fue asimismo destruido al año siguiente por fuerzas estadounidenses, esta vez bajo el comando del general George Rogers Clark. La familia entonces se movió una tercera vez a la villa de Sanding Stone. Esa villa fue de nuevo atacada por Clark y sus tropas en noviembre de 1852, lo cual obligó a todo el grupo a emigrar a un nuevo asentamiento cerca del moderno poblado de Bellefontaine, Ohio.
La violencia continuó sin cesar en la frontera interior de los Estados Unidos tras la revolución americana, en el conflicto conocido como la guerra India del Noroeste. En el curso de la misma, una gran confederación tribal, denominada Confederación de Tecumseh que incluía virtualmente casi todas las grandes tribus de las comarcas de Ohio e Illinois, unidas para repeler a los colonos estadounidenses de la región. A medida en que la guerra entre la confederación india y los estadounidenses proseguía, Tecumseh se convirtió en un joven combatiente que tomó parte en el conflicto luchando bajo las órdenes y al lado de su hermano mayor Chiksika (Cheeseekua). En ese proceso histórico Tecumseh cobró experiencia en combate incluida la batalla de los Árboles Caídos o Fallen Timbers, el miércoles 20 de agosto de 1794, en la que presenció la deblace de su gente, y la cual culminó la guerra a favor de los victoriosos estadounidenses.

## La guerra de Tecumseh contra los Estados Unidos
"Tecumseh fue el más extraordinario indio que ha aparecido jamás en la historia. Fue por nacimiento un shawnee pero podría haber sido un gran hombre en cualquier época o nación. Independientemente del más consumado coraje y habilidad como guerrero, y de toda la característica sagacidad de su raza, fue investido por la naturaleza con todos los atributos mentales necesarios para las grandes combinaciones políticas. Su agudo entendimiento, muy temprano en la vida, le informó que sus paisanos habían perdido su importancia; que estaban cediendo gradualmente ante los blancos, quienes estaban adquiriendo una impositiva influencia sobre ellos. Instigado por estas consideraciones y, acaso, por su natural ferocidad y vínculos con la guerra, se convirtió en un decidido enemigo de los blancos, imbuido de una invencible determinación (la cual solo rindió con su vida) por recuperar para su país la orgullosa independencia que suponía había éste perdido".

### Tensiones iniciales
Hacia finales de los 1780 Tecumseh, junto con su hermano Elskwatawa o Tenskwatawa, al cual se le llamaba "el profeta", creó una alianza de los pueblos nativos contra la expansión de los colonos estadounidenses en los territorios de los grandes lagos, del norte del medio oeste y del valle del río Ohio. La alianza sufrió con el tiempo algunos cambios, pero estuvo formada por varios pueblos indios importantes.
En septiembre de 1809, William Henry Harrison, gobernador del recientemente formado Territorio de Indiana, negoció el Tratado de Fort Wayne en el cual una delegación de indígenas cedió 3 millones de acres (12,000 km²) de territorio de los Pueblos Nativos Americanos al gobierno de los Estados Unidos. Las negociaciones del tratado fueron cuestionables toda vez que no contaron con el apoyo del entonces presidente estadounidense James Madison, e involucraron lo que algunos historiadores han comparado con un soborno, consistente en el ofrecimiento de grandes subsidios a las tribus y jefes implicados, y la previa distribución, entre los indígenas participantes, de copiosas cantidades de licor antes de las negociaciones para "disponer los temperamentos" a las mismas.
La oposición de Tecumseh al señalado Tratado de Fort Wayne marcó la emergencia del guerrero shawnee como un destacado líder y le granjeó el respeto de varias tribus. Aunque Tecumseh y su pueblo, los shawnees no tenían reclamo alguno sobre la tierra vendida, el caudillo indígena se alarmó por la venta masiva, toda vez que muchos de los seguidores que lo acompañaban en su capital Prophetstown (“Pueblo del profeta”), pertenecían a las tribus Piankeshaw, Kikapú y Wea, las cuales si eran moradoras habituales del terreno tramposamente negociado. Como argumento, Tecumseh revivió una idea expuesta en años anteriores por el líder shawnee, Blue Jacket, y por el líder mohawk, Joseph Brant, según la cual la tierra india era propiedad común de todas las tribus, y ninguna fracción de ella podía ser vendida sin el consentimiento de todas, o solo por decisión de unas pocas.
Sin estar listo para confrontar directamente a los Estados Unidos, los adversarios de Tecumseh fueron inicialmente los líderes indígenas que habían firmado el tratado. Un impresionante orador, Tecumseh comenzó a viajar ampliamente solicitando a los guerreros el abandono de los jefes complacientes con los blancos para unirse a él en la resistencia al tratado. Tecumseh insistió en que el tratado de Fort Wayne había sido ilegal; le solicitó a Harrison anularlo, y advirtió a los estadounidenses que no deberían intentar establecerse en las tierras así negociadas. A Tecumseh, la tradición lo evoca diciendo: “Ninguna tribu tiene el derecho de vender [tierra], ni siquiera a otra, mucho menos a extranjeros… ¡Vender un país? ¿Por qué no vender también el aire, las nubes y el gran mar con la tierra? ¿No los hizo el Gran Espíritu para uso de todos sus hijos” y “…la única manera de detener esta iniquidad [pérdida de tierra] es, para los hombres rojos, unirse y reclamar un común e igual derecho sobre la tierra, como era en un principio, y debería ser ahora, para que nunca sea dividida”.

### Confrontaciones: El Gran Jefe indio versus el Gobernador
En agosto de 1810 Tecumseh trajo una partida de cuatrocientos guerreros armados y con pintura de guerra desde Prophetstown para confrontar a Harrison en su mansión de Grouseland (tierra del urogallo), en Vincennes, Indiana. La aparición de los bravos indígenas alarmó a los lugareños, y la situación se tornó peligrosa cuando Harrison rechazó las demandas de Tecumseh argumentando que las tribus podían tener relaciones individuales con los Estados Unidos, y que la injerencia de Tecumseh era considerada una intromisión por las tribus del área. En contestación, Tecumseh lanzó una exaltada refutación contra Harrison:

(Gobernador William Harrison), Usted tiene la libertad para retornar a su propio país... usted desea impedir que los indios hagan lo que nosotros deseamos, unirse y considerar sus tierras una propiedad común para todos... Usted nunca verá un esfuerzo indio para hacer que la gente blanca haga eso...

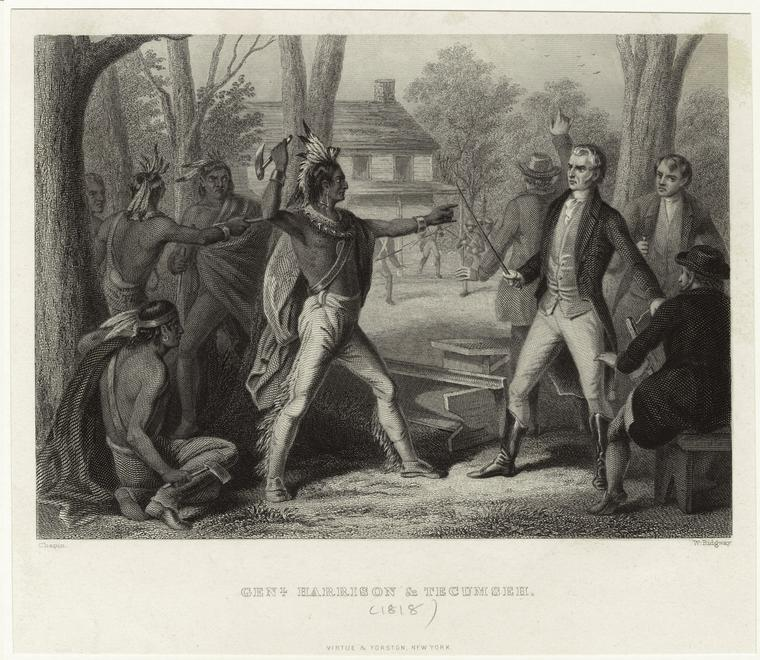
Durante la entrevista de Vincennes en 1810, Tecumseh perdió los estribos cuando William Henry Harrison se rehusó a revocar el Tratado de Fort Wayne y amenazó al comandante militar estadounidense, por aquellos días Gobernador del entonces Territorio de Indiana.

Acto seguido Tecumseh comenzó a incitar a sus guerreros para que mataran a Harrison, quien se defendió sacando su espada. De inmediato, la pequeña guarnición que defendía el pueblo de Vincennes reaccionó para proteger a Harrison. En este punto terció el jefe Potawatomi, Winnemac —quien profesaba amistad hacia los estadounidenses— para contrarrestar los argumentos de Tecumseh frente al grupo que éste dirigía, y les pidió a los guerreros que se fueran en paz cosa que hicieron a regañadientes. Mientras se marchaban, Tecumseh le advirtió a Harrison que a menos que el Tratado fuera revocado, él y su gente se aliarían con los británicos (cuyos dominios del Canadá estaban cerca y quienes entonces se aprestaban para una guerra contra los Estados Unidos).
Tiempo después, mientras las hostilidades proseguían, en marzo de 1811 apareció en el cielo un gran cometa, lo cual fue aprovechado por el líder shawnee Tecumseh, cuyo nombre, recuérdese, significa “estrella fugaz”, para decirle a los creeks, a cuyas tierras del sur había viajado en busca de apoyo en su planeada campaña contra los estadounidenses, que el cometa señalaba que la hora de luchar había llegado, todos los guerreros que integraban la Conferedación de Tecumseh y sus simpatizantes tomaron el asunto como presagio de buena suerte. A propósito, algunas personas que se ocuparon pocos años después de los hechos como Thomas Loraine McKenney, oficial estadounidense que se desempeñó como Superintendente de Comercio Indio entre 1816 y 1822 reportan que Tecumseh había señalado que él probaría ante los clanes de la tribu creek que el Gran Espíritu lo había enviado, dándoles un ‘ signo’.

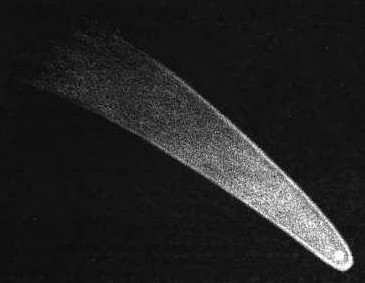
El Gran Cometa de 1811, según dibujo de William Henry Smyth.

A comienzos de 1811, Tecumseh se encontró de nuevo con Harrison en la mansión de Grouseland en Vincennes, tras haber sido emplazado allí a consecuencia del asesinato de unos colonos en la frontera. Tecumseh le dijo a Harrison que los shawnee y sus hermanos nativos estadounidenses deseaban permanecer en paz con los Estados Unidos pero que estas diferencias tenían que ser resueltas. El encuentro fue probablemente una maniobra del jefe indio para ganar tiempo mientras fortalecía su confederación. Tanto que esta reunión convenció a Harrison de que las hostilidades eran inminentes. Sería tras ese episodio que Tecumseh viajaría al sur, con la misión de reclutar aliados entre las poderosas Cinco Tribus Civilizadas del sureste de Norteamérica. La mayoría de jefes de dichas naciones amerindias, para esa época divididas, como casi todo el mundo indio, entre pro y antiestadounidenses rechazaron sus llamamientos, pero una facción entre los creeks que luego llegaría a ser conocida como los Red Sticks (o ‘palos rojos’), respondería a su llamado a las armas, lo cual conduciría luego a la guerra Creek de 1813.
De las arengas que entonces Tecumseh destinó a las numerosas asambleas de indios con las que se entrevistó, hay una de la cual circulan diferentes versiones (atribuyéndosela en algunos casos a su hermano, el profeta Lalawethika, luego llamado Tenskwatawa):

"Escuchen, mi gente. El pasado habla por sí mismo. ¿Donde están hoy los pequot? ¿Donde están los narragansett, los powhatan, pocanokets, y otras poderosas tribus de nuestra gente? Se han desvanecido ante la avaricia y la opresión del hombre blanco, como la nieve ante el sol del verano.... Mirad a lo ancho, sobre su alguna vez bello país y ¿qué veis ahora? Nada salvo los estragos de los destructores caras-pálidas.  Así será con ustedes  creek, chickasaw, choctaw. La aniquilación de nuestra raza es inminente a menos que nos unamos en una causa contra el enemigo común".

### La batalla de Tippecanoe, antes, durante y después
Tecumseh tuvo su capital, llamada Prophetstown, a corta distancia de la actual ciudad de Lafayette, en el estado de Indiana. En 1811 dejó a su hermano al mando de la alianza y viajó hacia el sur para reunirse con otras naciones indias que quería incorporar a la alianza. Entre éstas se encontraban pueblos tan poderosos como los creek y los cherokee. Durante su ausencia, su puesto de mando fue atacado por tropas americanas. Tuvo lugar una dura batalla, que terminó con la derrota de los indios, y con ello, el sueño de una amplia y fuerte alianza de los pueblos nativos.
Mientras Tecumseh estaba en el sur buscando reunir fuerzas indias para confrontar a los blancos, el Gobernardor Harrison remontó el río Wabash desde Vincennes con más de mil hombres, en una expedición preventiva para intimidar al profeta Tenskwatawa y sus seguidores con el ánimo de forazarlos a hacer la paz. El miércoles 6 de noviembre de 1811, el ejército de Harrison arribó a las afueras de Prophetstown. El Profeta envió un mensajero a parlamentar con Harrison, la misión de este emisario era solicitar al comandante en jefe de los cuchillos largos (Harrison), que se concertara una reunión al día siguiente. Harrison acampó con su ejército en una colina cercana; allí durante las horas de la madrugada del jueves 7 de noviembre de 1811, los guerreros de la confederación india lanzaron un ataque furtivo sobre el campo de los estadounidenses. Pese a todo, los estadounidenses mantuvieron sus posiciones, y los indígenas se retiraron de la villa después de la batalla. Los victoriosos estadounidenses entonces tomaron el poblado de Prophetstown, destruyeron los cultivos que lo rodeaban y lo incendiaron.
La batalla de Tippecanoe se constituyó así en un severo golpe para Tenskwatawa, quien perdió de un solo golpe tanto el prestigio que había ganado entre las tribus indígenas como la confianza de su hermano. Pese a ello y aunque fue un significativo revés, Tecumseh comenzó secretamente a reconstruir su alianza una vez regresó al lugar de los hechos. Poco después los estadounidenses fueron a la guerra de 1812 contra los británicos, y la Guerra de Tecumseh se convertiría en parte de ese conflicto mayor.
Un mes luego de Tippecanoe, el miércoles 11 de diciembre de 1811 tuvo lugar el violento terremoto de Nueva Madrid que sacudió el Sur y el Medio Oeste. Pese a que la interpretación del fenómeno natural varió de una tribu a otra, todos los pieles rojas llegaron a un consenso universalmente aceptado el sismo el más poderoso experimentado en los Estados Unidos continentales (es decir, excluidos Alaska y Hawái) en tiempos históricos tenía que haber significado algo. Para muchas tribus significó que Tecumseh y el Profeta debían ser apoyados. 
Entretanto fue creciendo la tensión entre los estadounidenses y Gran Bretaña, que condujo a la guerra entre ambos en 1812. Tecumseh reunió una tropa de nativos, alistándola en el ejército británico como aliada. En las primeras horas de la mañana del 16 de agosto, los guerreros de Tecumseh cruzaron el río Detroit en lo que sería la primera acciòn de la batalla puso fin al sitio de Detroit y a la subsiguiente rendición estadounidense. Murió durante una batalla en Ontario.